# Film (Östhammars kommun)
 For alternative betydninger, se Film (flertydig). (Se også artikler, som begynder med Film)
Film eller Films kyrkby er en småort i Östhammars kommun i Uppsala län i Sverige og kyrkby i Films socken.
Film er beliggende oppe på en højderyg. I nærheden af Film ligger der to fuglesøer, Filmsjön (øst for byen) og Lillbyasjön (nord for byen).

## Navnet
Ifølge sagnet er byen opkaldt efter en kong Filmer som påstås at have haft sin borg på Filmers bakke i nærheden af Filmsjön. Dette er dog en legende uden større sandsynlighed. Men formentlig er navnet koblet til ordet film i betydningen "tynd hinde" (det samme som det moderne ord). Det kan hentyde til tynd, gennemsigtig is. Film er kendt som et "kuldehul", hvor vinternattens temperaturer ofte er lavere end omgivelsernes temperatur. I byen dannes også is tidligere end på de omgivende steder.

## Bebyggelsen
Byen har kirke, forsamlingshus, idrætsplads og en nedlagt skole. Upplandsleden passerer byen.

## Idræt
I byen ligger Films SK. Sportsklubben er aktiv indenfor håndbold og fodbold.

## Berømte bysbørn
- Carl Eldh (1873-1954), billedhugger.